# Râca
Râca est une commune du județ d'Argeș en Roumanie.